# Théorie des groupes

Le Rubik's cube illustre la notion de groupes de permutations. Voir groupe du Rubik's Cube.

La théorie des groupes est en mathématique, plus précisément en algèbre générale, la discipline qui étudie les structures algébriques appelées groupes. Le développement de la théorie des groupes est issu de la théorie des nombres, de la théorie des équations algébriques et de la géométrie.
La théorie des groupes est étroitement liée à la théorie des représentations. Ensemble, elles ont plusieurs applications en physique théorique, chimie, science des matériaux et cryptographie asymétrique.
L'une des plus grandes avancées mathématiques du XXe siècle est la classification complète des groupes simples finis. Elle est le fruit d'une collaboration de plus de 100 auteurs à travers 500 articles.

## Histoire
L'une des origines de l'idée de groupe est l'étude des équations algébriques par Joseph-Louis Lagrange (1771). 
La terminologie de « groupe » est mise en évidence pour la première fois par Évariste Galois (1830) : on peut « grouper » les automorphismes du corps de décomposition d'un polynôme séparable. 
L'idée de groupe tient également ses sources de l'étude de nouvelles géométries, Felix Klein (1872), et de la théorie des nombres : Leonhard Euler, Carl Friedrich Gauss.

## Applications

### Chimie
La théorie des groupes est très utilisée en chimie. Elle sert par exemple à simplifier l'écriture de l'hamiltonien d'une molécule en exploitant ses symétries. Elle permet de calculer les orbitales moléculaires comme somme d'orbitales atomiques et de prédire le type de déformation que va subir une molécule en spectroscopie infrarouge (IR). 
En spectroscopie, elle permet de savoir si une transition sera visible dans un spectre infrarouge et/ou dans un spectre Raman, selon la symétrie de sa déformation.
Chaque molécule possède une symétrie qui peut être déterminée à l'aide du synoptique dans la boîte déroulante ci-dessous. Une fois le groupe ponctuel de symétrie trouvé, on utilise la table de caractères correspondante.
Les groupes donnent lieu à des tables de représentation irréductibles. Par exemple, pour l'eau, les symétries se combinent selon :
| {\displaystyle C_{2v}}       | E                            | {\displaystyle C_{2}}        | {\displaystyle \sigma _{v}(xz)} | {\displaystyle \sigma '_{v}(yz)} |
| ---------------------------- | ---------------------------- | ---------------------------- | ------------------------------- | -------------------------------- |
| E                            | E                            | {\displaystyle C_{2}}        | {\displaystyle \sigma _{v}}     | {\displaystyle \sigma '_{v}}     |
| {\displaystyle C_{2}}        | {\displaystyle C_{2}}        | E                            | {\displaystyle \sigma '_{v}}    | {\displaystyle \sigma _{v}}      |
| {\displaystyle \sigma _{v}}  | {\displaystyle \sigma _{v}}  | {\displaystyle \sigma '_{v}} | E                               | {\displaystyle C_{2}}            |
| {\displaystyle \sigma '_{v}} | {\displaystyle \sigma '_{v}} | {\displaystyle \sigma _{v}}  | {\displaystyle C_{2}}           | E                                |

et la table de caractère liée : 
| {\displaystyle C_{2v}} | E | {\displaystyle C_{2}} | {\displaystyle \sigma _{v}(xz)} | {\displaystyle \sigma '_{v}(yz)} |       |            |
| ---------------------- | - | --------------------- | ------------------------------- | -------------------------------- | ----- | ---------- |
| A1                     | 1 | 1                     | 1                               | 1                                | z     | x2, y2, z2 |
| A2                     | 1 | 1                     | -1                              | -1                               | Rz    | xy         |
| B1                     | 1 | -1                    | 1                               | -1                               | x, Ry | xz         |
| B2                     | 1 | -1                    | -1                              | 1                                | y, Rx | yz         |

Chaque mode de vibration moléculaire peut être ramené à une combinaison des représentations irréductibles dont les caractéristiques permettent ensuite d'établir s'ils relèvent de la spectroscopie Raman ou infrarouge.

### Physique
La théorie des groupes de Lie est aussi très utilisée en physique théorique, notamment pour le développement des théories de jauge.

### Anthropologie
Dans  les structures élémentaires de la parenté l’ethnologue Claude Lévi-Strauss, aidé du mathématicien André Weil, dégage le concept de structure élémentaire de parenté en utilisant la notion de groupe (en particulier le groupe de Klein). Dans La Structure des mythes, Lévi-Strauss réutilisera les groupes de Klein pour établir la « formule canonique du mythe ».